# Ель-Тіна – Нова Столиця – Дашур
Ель-Тіна – Нова Столиця – Дашур – складова єгипетської газотранспортної системи, яка постачає блакитне паливо на схід каїрського регіону, де реалізують мега-проект Нова столиця Єгипту (місто Ведіан). 

## Ель-Тіна – Нова Столиця
Станом на середину 2010-х років від Середземного моря до столичного регіону вже проклали цілий ряд газопроводів , що можуть постачати ресурс із основного газовидобувного регіону країни (Тальха – Каїр, Абу-Султан – Каїр, Ель-Тіна – Каїр, Ідку – Дашур, а також Амірія – Дашур), втім, в умовах реалізації масштабного проекту Нова столиця вирішили підсилити газотранспортну мережу ще одним трубопроводом. За вихідний пункт при цьому обрали розташований дещо південніше від Порт-Саїду газовий хаб Ель-Тіна, куди блакитне паливо може надходити по газотранспортному коридору Ель-Гаміль – Ель-Тіна (продукція супергігантського родовища Зогр та інших офшорних родовищ Середземного моря) та газопроводу Ель-Аріш – Ель-Тіна (ресурс, імпортований з Ізраїлю). 
Газопровід, будівництво якого завершилось у 2019 році, має довжину 165 км та виконаний в діаметрі 1050 мм (наразі найбільший показник серед усіх газопроводів, що постачають блакитним паливом Каїрську агломерацію). Під час його будівництва на маршруті облаштували 34 переходи, виконані з використанням технології спрямованого горизонтального буріння.
Також можливо відзначити, що невелика початкова ділянка трубопроводу прямує паралельно із газотранспортним коридором Ель-Тіна – Суец.

## Дашур – ТЕС Нова Столиця
У завершальному пункті трубопровід Ель-Тіна – Нова Столиця сполучається із вузлом клапанів (valve room) газопроводу Дашур – ТЕС Нова Столиця. Останній бере початок в районі Дашур на південно-західній околиці каїрської агломерації (як зазначено вище, сюди виходять одразу два газопроводи від середземноморського узбережжя) та прямує до надпотужної – 4,8 ГВт – ТЕС Нова Столиця, введення якої в дію почалось у 2017 році. Майданчик останньої знаходиться за кілька кілометрів південніше від території, на якій зводять Нову Столицю.
Газопровід Дашур – ТЕС Нова Столиця має довжину 69 км та виконаний у діаметрі 800 мм. Маршрут трубопроводу спершу пролягає на північний схід уздовж Середньої кільцевої дороги Каїру, а потім завертає на схід та йде паралельно дорозі Каїр – Айн-Сохна.
Станом на 2022 рік планувалось прокласти на маршруті Дашур – Нова Столиця другу нитку довжиною 67 км.